# Greblje-Grebnik
Greblje-Grebnik je arheološko nalazište u selu Slivnu u općini Runovići.

## Opis
Vrijeme nastanka je od 15. do 19. stoljeća. Arheološko nalazište Greblje-Grebnik nalazi se uz lokalnu prometnicu Krstatice-Slivno, na području sela Slivno. Radi se o srednjovjekovnom groblju sa stećcima koje nastaje oko i na prapovijesnim gomilama, međusobno udaljenim stotinjak metara. Do danas je sačuvano 32 stećka, razmještena s obje strane suvremene prometnice. Po dva stećka ugrađena su u improvizirana vrata južne i sjeverne ograde. Repertoar ukrasnih motiva sličan je kao i na ostalim stećcima ovoga kraja: rozete, polumjeseci, križevi, spirale, vitice, ljudske figure povezane u kolu, prikazi lovca konjanika, te jelena. Uz samu prometnicu sa sjeverne strane, u 19. stoljeću podignuta je Gospina kapelica u čijem je temelju ugrađen stećak.

## Zaštita
Pod oznakom Z-4627zavedene su kao nepokretno kulturno dobro - pojedinačno, pravna statusa zaštićena kulturnog dobra, klasificirano kao "arheološka baština".